# 1852 az irodalomban
Az 1852. év az irodalomban.

## Események
- Pierre Larousse francia nyelvész, tanár másodmagával megalapítja a később világhírűvé vált Larousse Könyvkiadót

## Megjelent új művek

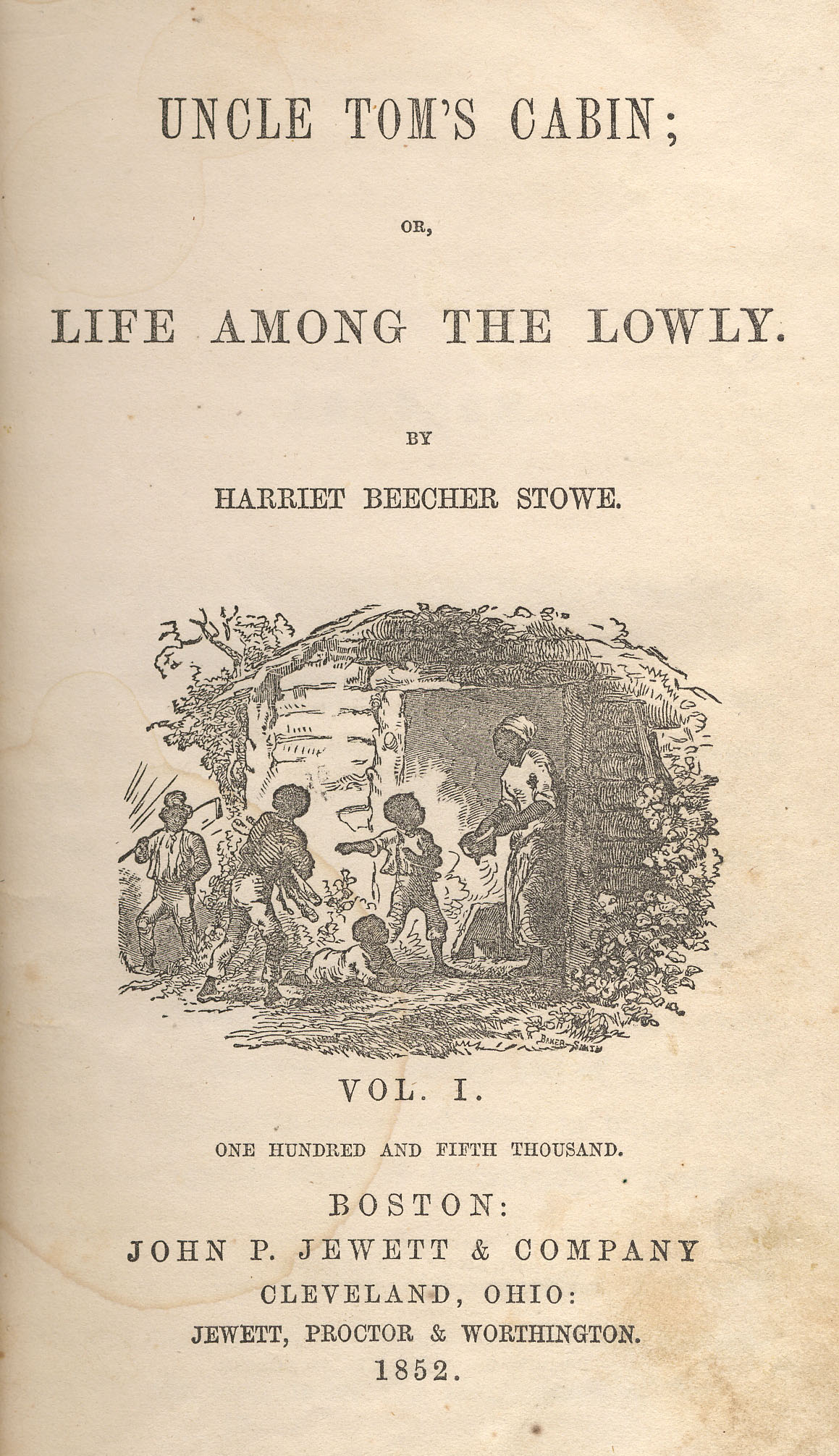
Tamás bátya kunyhója (1852)

- Nathaniel Hawthorne amerikai író munkái:
  - Derűvölgy románca (The Blithedale Romance), regény
  - A hóember (The Snow Image), elbeszélések
- Könyv alakban is megjelenik Harriet Beecher Stowe amerikai írónő regénye, a Tamás bátya kunyhója (Uncle Tom's Cabin)
- William Makepeace Thackeray történelmi regénye: Henry Esmond története (The History of Henry Esmond)
- Lev Tolsztoj első publikált munkája: Gyermekkor (Детство); az önéletrajzi regény-trilógia első része
- Ivan Turgenyev Egy vadász feljegyzései (Записки охотника) című ciklusának kötetkiadása; a „feljegyzések” egyes darabjai 1847-től folyóiratban jelentek meg

### Költészet

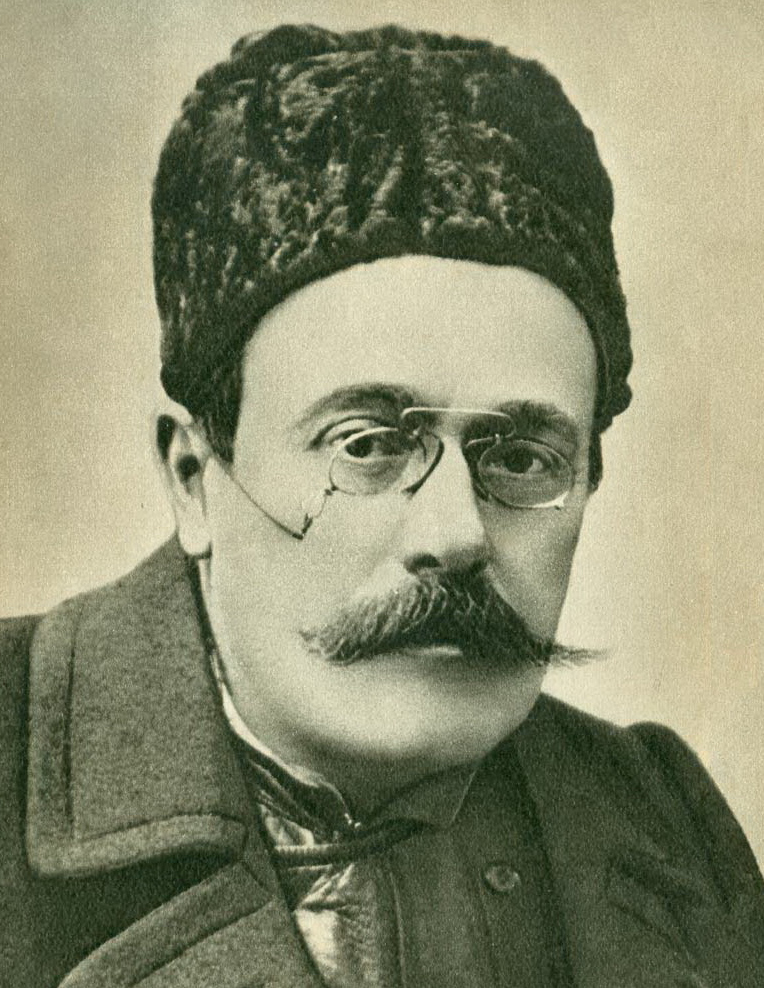
Ion Luca Caragiale

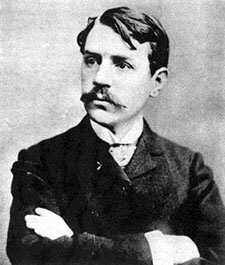
Paul Bourget

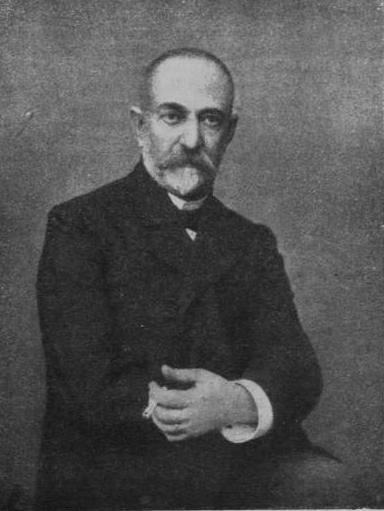
Petelei István

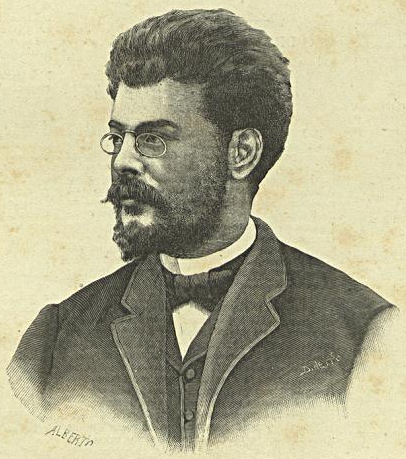
João da Câmara

- Théophile Gautier, az ún. l'art pour l'art vezető francia képviselőjének verseskötete, lírai főműve: Emaux et camées (Zománcok és kámeák), „itt közölt versei a költői ötvösmunka remekei.”[1]
- Leconte de Lisle, szintén a „tiszta költészet” hívének első versgyűjteménye: Poèmes antiques (Antik költemények)

### Dráma
- Ifj. Alexandre Dumas saját azonos című regényéből (1848) készült drámája, A kaméliás hölgy (La Dame aux camélias) bemutatója
- Friedrich Hebbel drámája: Agnes Bernauer, bemutató

### Magyar nyelven
- Arany János: Nagyidai cigányok, tragikomikus hősköltemény
- Jókai Mór regénye: Erdély aranykora
- Kemény Zsigmond regénye: Férj és nő
- Miskolcon jelenik meg Tompa Mihály Regék, beszélyek című kötete

## Születések
- január 30. – Ion Luca Caragiale román író, drámaíró, költő, publicista; a román irodalomtörténet a legnagyobb drámaíróként és az egyik legfontosabb íróként tartja számon († 1912)
- szeptember 2. – Paul Bourget francia író, kritikus († 1935)
- szeptember 13. – Petelei István erdélyi magyar szépíró, publicista († 1910)
- december 27. – João da Câmara portugál kritikus és drámaíró († 1908)

## Halálozások
- január 24. – Ján Kollár cseh nyelven író szlovák származású evangélikus lelkész, költő, esztéta, népdalgyűjtő (* 1793)
- február 25. – Thomas Moore ír származású, angol nyelvű költő, író (* 1779)
- március 4. – Nyikolaj Vasziljevics Gogol ukrajnai születésű orosz író, drámaíró (* 1809)
- április 24. – Vaszilij Andrejevics Zsukovszkij orosz romantikus író, költő, műfordító (* 1783)